# Коппу (тайфун)
Тайфун Коппу (тайфун Ландо) — тайфун, який у жовтні 2015 року став причиною сильної повені на Філіппінах. Назва за міжнародною класифікацією Koppu («Чаша»).

## Хід подій
16-17 жовтня влада почала евакуацію провінцій Аурора и Ізабела. Усього евакуйовано близько 15 тисяч. місцевих мешканців.
За попередніми прогнозами синоптиків швидкість вітру повинна була досягати до 180 км на годину.
18 жовтня вітер досяг швидкості 250 км на годину. Випала значна кількість опадів, утворилася загроза руйнування будинків.

## Наслідки
Затоплені будинки і дороги, евакуйовано десятки тисяч людей з населених пунктів на узбережжі.
Станом на 21 жовтня жертвами тайфуну стали 47 людей. Люди загинули в результаті викликаних тайфуном повеней, а також зсувів і падіння дерев. Декілька осіб вважаються зниклими безвісти.
За попередніми оцінками уряду Філіппін, збиток, нанесений тайфуном сільському господарству та інфраструктурі, оцінюється приблизно в 115 млн доларів.